# Pollreisz Balázs
Pollreisz Balázs (Győr, 1979. március 6. ) magyar politikus, önkormányzati képviselő Győrben,  a Magyar Szocialista Párt Győr-Moson-Sopron megyei szervezetének, valamint Győr és környéke helyi pártszervezetének elnöke.

## Politikai pályafutása
Pollreisz Balázs az MSZP tagja. Tíz évig a győri Gyárvárosi Közösségi Házat irányította, 2016 őszétől pedig az MSZP Ház vezetője.
2014 óta a önkormányzati képviselő Győrben. Mind 2014-ben, mind 2019-ben pártlistán kapott mandátumot.
A 2019 októberében megrendezett önkormányzati választáson a fideszes Borkai Zsolt győzött ugyan, de a választási kampány során kipattant botrány miatt (egy nyilvánosságra került videofelvételen a házas Borkai házasságon kívüli nemi aktust folytatott egy fiatal nővel, aki egyes vádak szerint prostituált volt) kénytelen volt mindjárt a választás után lemondani. Ezután időközi polgármesterválasztást tűztek ki 2020. január 26-ra, amelyen Pollreisz volt az ellenzék közös jelöltje. A választást végül Dézsi Csaba András, a Fidesz–KDNP Pártszövetség jelöltje nyerte meg; Pollreisz a leadott szavazatok 39 százalékával második lett.
Az önkormányzati képviselőség mellett Pollreisz pártfunkcionárius is: a Magyar Szocialista Párt Győr-Moson-Sopron megyei szervezetének, valamint Győr és környéke helyi pártszervezetének elnöke. Utóbbi posztján 2020. augusztus 26-án választotta újjá a városi pártszervezet. Pollreisz a tisztújító után úgy nyilatkozott, a helyi pártszervezet legfontosabb feladata, hogy a 2022-es országgyűlési választásokon Győr mindkét választókörzetében közös ellenzéki jelölt induljon. A 2021-es magyarországi ellenzéki előválasztásra őt jelöli az MSZP-Párbeszéd.

## Családja
Pollreisz nős, két gyermek (Ágoston és Karolina) apja. 2020 elején nyilvánosságra hozott vagyonnyilatkozata szerint a Pollreisz családnak két közepes méretű lakása van Győrben, valamint két földterületet is birtokolnak Halásziban.